# Francisca Elisa Xavier
Francisca Elisa Xavier, primeira baronesa da Soledade, (Paty do Alferes, 1 de novembro de 1786 — Niterói, 12 de outubro de 1855) foi uma proprietária rural e nobre brasileira.

## Biografia
Filha de José de Oliveira Ribeiro e Maria Vitória da Conceição. Era descendente de pioneiros moradores da região de Paty do Alferes, oriundos da capitania de São Paulo e integrantes da família Leme.
Casou em 4 de setembro de 1804 com o futuro capitão-mor Manuel Francisco Xavier. Seu marido foi proprietário das fazendas da Freguesia (atual Aldeia de Arcozelo), Maravilha e Santa Teresa, assim como do sítio Cachoeira. Os seus escravos realizaram a maior revolta de escravos ocorrida na região cafeeira do vale do rio Paraíba do Sul, e que foi liderada por Manuel Congo. Atribui-se à sua intervenção o fato de todas as escravas julgadas pela revolta terem sido absolvidas, incluindo Marianna Crioula, que era chamada de "rainha" de Manuel Congo.
Seu marido foi doador das terras onde se estabeleceu a então vila de Nossa Senhora da Conceição do Alferes.
Ela e seu marido foram os maiores benfeitores da igreja matriz e do cemitério de Paty do Alferes. Depois de enviuvar em 20 de agosto de 1840, ela ainda gastou 180:577$000 (cento e oitenta e sete contos e quinhentos e setenta e sete mil réis) para terminar as obras da igreja matriz iniciadas por seu marido e para prover as alfaias e mobiliários.
Não teve filhos, entretanto, ela criou oito crianças enjeitadas e abandonadas em suas propriedades, que dizia-se na época serem filhos do seu marido. Um destes filhos adotivos, Gil Francisco Xavier, recebeu como legado as fazendas da Maravilha e Freguesia. Os outros sete filhos de criação receberam a quantia de vinte cinco mil réis em terras e escravos.
Depois de viúva, residiu em Niterói onde possuiu uma propriedade urbana conhecida como Palacete da Soledade, atual residência dos arcebispos niteroienses e sede do Seminário Arquidiocesano São José.
Foi tornada titular do Império, em razão de suas obras de benemerência, através do decreto de Dom Pedro II, de 2 de dezembro de 1854.